# Stato dei dervisci
Lo Stato dei dervisci (somalo: Dawlada Daraawiish, in arabo دولة الدراويش‎?, Dawlat Darāwīsh) fu uno Stato Dhulbahante dell'inizio del XX secolo, fondato dal Ismail Mire Elmi e "Mullah pazzo" Mohammed Abdullah Hassan, un leader religioso che raccolse armati dhulbahante provenienti da tutto il Corno d'Africa, noti come "Dervisci".
Questo esercito consentì ad Hassan di ritagliarsi il suo personale Stato attraverso la conquista di terre rivendicate dai sultani somali, dall'Impero etiope e dalle potenze europee. Le forze dervisce respinsero con successo quattro spedizioni militari britanniche, costringendo gli inglesi a ritirarsi verso la costa.

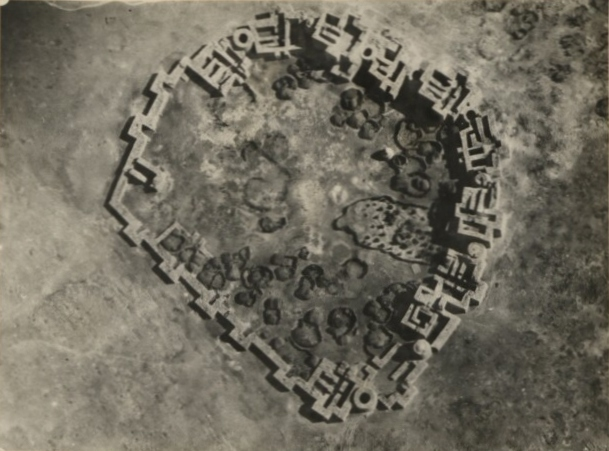
Vista aerea della fortezza di Taleh nel 1919

Lo "Stato derviscio" conquistò così i favori del mondo islamico e la notorietà nei paesi occidentali grazie alla sua resistenza contro l'impero britannico e quello italiano, ottenendo l'appoggio dell'Impero ottomano e dell'Impero germanico. Riuscì così a sopravvivere alla spartizione dell'Africa da parte delle potenze coloniali europee e fu l'unica entità statale musulmana indipendente del continente a superare la prima guerra mondiale.
Dopo aver resistito alle forze armate britanniche ed al regio esercito italiano per un quarto di secolo, i dervisci furono definitivamente sconfitti nel 1920 dopo il bombardamento aereo della capitale Taleh ad opera dei velivoli della Royal Air Force.